# Polycentropus unispina
Polycentropus unispina är en nattsländeart som beskrevs av Oliver S. Flint Jr. 1991. Polycentropus unispina ingår i släktet Polycentropus och familjen fångstnätnattsländor. Inga underarter finns listade i Catalogue of Life.